# New Long Leg
New Long Leg – debiutancki album studyjny zespołu Dry Cleaning. Został wydany 2 kwietnia 2021 roku jednocześnie w Wielkiej Brytanii i Stanach Zjednoczonych jako LP, CD, CC i digital download. 
Doszedł  do 4. miejsca na brytyjskiej liście przebojów UK Albums Chart oraz do 1. miejsca na liście albumów niezależnych, UK Independent Albums. 

## Album

### Historia
Na początku marca 2020 roku Dry Cleaning udał się do Stanów Zjednoczonych, by zagrać tam pierwsze koncerty – w brooklińskich klubach rockowych Saint Vitus i Union Pool. Tom Dowse i Florence Shaw porzucili w tym celu pracę wykładowców uniwersyteckich.

Nowy Jork jest dla mnie tym mitycznym, magicznym, muzycznym miejscem. W końcu zagrać tam, to było prawie jak doświadczenie religijne.

Jednak kilka dni po tym wydarzeniu rozszerzająca się pandemia COVID-19 zmusiła zespół do rezygnacji z reszty zaplanowanej trasy koncertowej i powrotu do Londynu. Również podczas pandemii Dry Cleaning nagrywał materiał muzyczny na swój debiutancki album, New Long Leg, co odbywało się w ten sposób, iż członkowie zespołu nagrywali oddzielnie swoje partie na czterościeżkowym magnetofonie TASCAM, który podawali sobie przez okno samochodu, za każdym razem dezynfekując go chusteczkami antybakteryjnymi. Następnie we współpracy z producentem Johnem Parishem w Rockfield Studios w Walii zgrali przygotowany materiał na płytę. Pod koniec roku zespół podpisał kontrakt nagraniowy z wytwórnią 4AD, po czym wydał singiel „Scratchcard Lanyard”.

### Muzyka
Album wypełniła niespokojna, instrumentalna muzyka, połączona ściśle z monologami Florence Shaw. Tematyka tekstów dotyczyła takich spraw jak: dysocjacja, eskapizm, marzenia, uczucia miłości, gniewu, zemsty, niepokoju, sprawy kulinarne i inne. W utworze tytułowym monologi Shaw traktowały o spalonej słońcem skórze i przyborach toaletowych w podróży. W „Leafy” artystka rozmyślała o „męczącym pływaniu” i „wykańczających drinkach” pośród innych codziennych zajęć i odległych wspomnień. Wyjaśniając tytuł albumu stwierdziła: „tytuł jest niejednoznaczny; nowa długa noga może być drogim prezentem, wzrostem lub naprawą stołu”. W muzyce natomiast uwidoczniły się różnorodne wpływy, od Augustusa Pablo do płyt Black Sabbath i Led Zeppelin, ulubieńców basisty zespołu, Lewisa Maynarda, który podczas nagrań zabawiał się delikatnymi i ożywionymi liniami basu, podczas gdy gitarzysta Tom Dowse wykorzystywał ten czas na eksperymenty z głośniejszymi, bardziej agresywnymi dźwiękami gitary, a Nick Buxton, perkusista zespołu, eksperymentował z automatami perkusyjnymi.

### Lista utworów
Lista utworów na CD według Discogs: 
| 1.  | Scratchcard Lanyard | 4:07  |
|     |                     |       |
| 2.  | Unsmart Lady        | 3:02  |
|     |                     |       |
| 3.  | Strong Feelings     | 4:05  |
|     |                     |       |
| 4.  | Leafy               | 3:09  |
|     |                     |       |
| 5.  | Her Hippo           | 4:38  |
|     |                     |       |
| 6.  | New Long Leg        | 4:13  |
|     |                     |       |
| 7.  | John Wick           | 3:26  |
|     |                     |       |
| 8.  | More Big Birds      | 4:08  |
|     |                     |       |
| 9.  | A.L.C.              | 3:10  |
|     |                     |       |
| 10. | Every Day Carry     | 7:39  |
|     |                     |       |
|     |                     | 41:37 |
|     |                     |       |

#### Muzycy
Wszystkie utwory napisał i wykonał Dry Cleaning w składzie:
- Florence Shaw – wokal, melodyka, zdjęcia
- Lewis Maynard – gitara basowa
- Tom Dowse – gitara, fortepian, instrumenty klawiszowe, instrumenty perkusyjne
- Nick Buxton – perkusja, instrumenty perkusyjne, instrumenty klawiszowe, syntezatory, automaty perkusyjne

## Odbiór

### Opinie krytyków
| Oceny łączne           | Oceny łączne |
| Publikacja             | Ocena        |
| ---------------------- | ------------ |
| Album of the Year      | 84/100       |
| AnyDecentMusic?        | 8.1/10       |
| Metacritic             | 86/100       |
| Recenzje               |              |
| Publikacja             | Ocena        |
| AllMusic               | [ 10 ]       |
| American Songwriter    | [ 11 ]       |
| The Arts Desk          | [ 12 ]       |
| Beats Per Minute       | 83%          |
| Clash                  | 8/10         |
| Robert Christgau       | A-           |
| DIY                    | [ 16 ]       |
| Exclaim!               | 9/10         |
| Gigwise                | [ 18 ]       |
| The Guardian           | [ 19 ]       |
| The Observer           | [ 20 ]       |
| The Irish Times        | [ 21 ]       |
| laut.de                | [ 22 ]       |
| The Line of Best Fit   | 8/10         |
| Loud And Quiet         | 7/10         |
| Mojo                   | [ 24 ]       |
| musicOMH               | [ 25 ]       |
| NME                    | [ 26 ]       |
| No Ripcord             | 9/10         |
| Northern Transmissions | 8/10         |
| Paste                  | 8.2/10       |
| Pitchfork              | 8.6/10       |
| Record Collector       | [ 31 ]       |
| The Skinny             | [ 32 ]       |
| Spectrum Culture       | 73%          |
| Spill Magazine         | [ 34 ]       |
| The Telegraph          | [ 35 ]       |
| Uncut                  | 8/10         |
| Under the Radar        | 8/10         |

Album spotkał się z powszechnym uznaniem w oparciu o 21 recenzji krytyków zebranych w Metacritic.
Zdaniem Heather Phares z AllMusic muzyka zespołu „sprawia wrażenie rozmowy pomiędzy jego członkami, pełnej replik, takich jak skrzypiąca linia basu Lewisa Maynarda w Leafy czy porywające solówki gitarzysty Toma Dowse’a, pojawiające się niemal w każdym utworze”. Dry Cleaning „wiedzą dokładnie co robią, a ryzyko jakie podejmują, owocuje debiutanckim albumem, wnoszącym do post-punku świeżą energię, która jest równie ambitna co dająca satysfakcję” – podsumowuje recenzentka.
„Jednocześnie najbardziej pomysłowy, charakterystyczny i irytujący debiutancki album 2021 roku (…) jako kompletna deklaracja estetyczna, debiutancki album Dry Cleaning (…) wykorzystuje te szanse, które inne grupy mogłyby sobie z trudem wyobrazić” – uważa Robin Murray z magazynu Clash.
„Imponujące zgranie i energia zespołu sprawiają, że utwory te są cudownie powtarzalne, do tego punktu, w którym teksty są melodyjne i warte zaśpiewania. Gitarzysta Tom Dowse, perkusista Nick Buxton i basista Lewis Maynard po pełnym napięcia wysiłku są na New Long Leg bardziej rozluźnieni i odkrywczy, na wczesnych EP-kach zespołu. Teraz impresjonistyczne linie gitar i rozkołysana perkusja, które ubarwiają takie utwory jak More Big Birds i Unsmart Lady współbrzmią z głosem Shaw” – ocenia Skye Butchard z magazynu The Skinny.
Kaelen Bell z magazynu Exclaim! swoją recenzję poświęca roli Florence Shaw: „na debiutanckim, pełnowymiarowym albumie Dry Cleaning, New Long Leg, Shaw tka nowy język ze stron dziennika i komentarzy na YouTube, z reklam, nagłówków, fryzur i zepsutego jedzenia, przekształcając zwykłe resztki w coś fantastycznego i użytecznego. Dzięki bogatej produkcji Johna Parisha riffy Toma Dowse’a nabierają nowej głębi, a kinetyczne rytmy Lewisa Maynarda i Nicka Buxtona są podkreślane przez shakery, automaty perkusyjne i klaskanie w dłonie. New Long Leg to wściekła i twarda deklaracja intencji, przedstawiająca Shaw jako antropologa codzienności”.
Podobnie ocenia rolę solistki zespołu Will Richards z tygodnika New Musical Express: „pod wpływem nagłówków gazet, haseł reklamowych sklepów i odnajdywania piękna w codzienności, liryka Shaw rozwija się, ukrywając oszałamiające, dowcipne uwagi w wersach o Müller Corners i Antiques Roadshow”.
„Lakoniczna mowa Florence Shaw to główna atrakcja utalentowanego zespołu, która sprawia, że codzienność staje się ekscytująca. (…) Shaw jest magicznym składnikiem. Jej słowa - fragmenty znalezionych tekstów, ale głównie jej własne - pojawiają się i mają większą siłę oddziaływania, ponieważ są wygłaszane jako konwersacja, uwolnione od rytmów i metrum muzyki” – twierdzi Michael Hann z dziennika The Guardian dodając zarazem, że „New Long Leg jest dziełem niezwykle skupionej grupy, której wersja post-punku jest o wiele bardziej zróżnicowana niż mogłoby się to na pierwszy rzut oka wydawać”.
Florence Shaw wzbudziła również uznanie Jillian Mapes z magazynu Pitchfork: „znakomity debiut londyńskich art-rockowców to przewrotny album pełen surrealistycznych obrazów, dziwacznych obsesji i zmysłowych wspomnień. Skumulowany efekt narracji Florence Shaw jest niewytłumaczalnie cudowny”. Recenzentka zadaje zarazem pytanie: „jak ktoś tak statyczny może zostać głównym wokalistą hałaśliwego zespołu rockowego?”. Wyjaśnienia szuka w „dziwnej, zabawnej charyzmie” solistki i jej „myślach, wyrażanych tonem lekko sardonicznego narratora”, dzięki którym Tom Dowse, jej dawny przyjaciel ze szkoły artystycznej, zaproponował jej dołączenie do jego nowego zespołu. Shaw, będąca bardziej artystką wizualną niż muzykiem, wahała się, ale zapewniono ją, że zamiast śpiewać, może po prostu mówić. „W dużej mierze dzięki specyficzności jej afektu i obserwacji świata, debiutancki album zespołu jawi się w pełni uformowany, gotowy do ewakuacji zawartości twojego mózgu i zastąpienia go osobliwymi obrazami, dziwacznymi obsesjami, żywymi wspomnieniami zmysłów i banalnymi osądami, żyjącymi wolno w umyśle kogoś innego” – podsumowuje recenzentka.
„Enigmatyczna, obrazoburcza wokalistka Dry Cleaning jest niepodobna do żadnej innej, jej obecność całkowicie zmienia doświadczenie słuchania zespołu. Nie krzyczy, ani nawet nie emanuje, ale po prostu przekazuje słowa w taki sposób, w jaki powinny być słyszane, przy świetnie zagranej, sardonicznej muzyce rockowej, wyśnionej przez gitarzystę Toma Dowse’a, perkusistę Nicka Buxtona i basistę Lewisa Maynarda” – ocenia  Ross Horton z The Line of Best Fit.
„Wypierając emocje na rzecz czarująco niepewnych perspektyw, ten niebezpiecznie magnetyczny album, podobnie jak zawartość Dourofs, absolutnie was zaskoczy” – twierdzi Matt Cotsell z musicOMH.
Zdaniem Maxa Freedmana z magazynu Paste „Dry Cleaning zmienia nonsens w prawdę na fantastycznym New Long Leg”.
„Debiut Dry Cleaning jest spójny, świeży i niezwykle swobodny” – ocenia Patrick Binder z laut.de. Album cechuje, jego zdaniem, „niekonwencjonalny wokal i wyluzowane gitary”.

### Listy tygodniowe
| Kraj            | Lista                      | Pozycja |
| --------------- | -------------------------- | ------- |
| Belgia          | Ultratop (Flandria)        | 67      |
| Irlandia        | Irish Albums Chart         | 45      |
| Niemcy          | Offizielle Deutsche Charts | 85      |
| Portugalia      | Portuguese Charts          | 26      |
| Szkocja         | Scottish Albums Chart      | 4       |
| Wielka Brytania | UK Albums Chart            | 4       |
| Wielka Brytania | UK Independent Albums      | 1       |

### Klasyfikacje, wyróżnienia
| Miejsce | Lista                              | Publikacja             | Źródło |
| ------- | ---------------------------------- | ---------------------- | ------ |
| 1       | The 50 best albums of 2021         | Far Out Magazine       | [ 45 ] |
| 3       | The 50 Best Albums of 2021         | No Ripcord             | [ 46 ] |
| 4       | Top 50 Albums Of 2021              | musicOMH               | [ 47 ] |
| 4       | Ten Albums of 2021                 | The Skinny             | [ 48 ] |
| 4       | Top 100 Albums of 2021             | Under the Radar        | [ 49 ] |
| 5       | The Best Albums Of 2021            | AnyDecentMusic?        | [ 50 ] |
| 6       | Best Albums of 2021                | Northern Transmissions | [ 51 ] |
| 7       | 2021 Music Year End List Aggregate | Album of the Year      | [ 52 ] |
| 7       | The 50 best albums of 2021         | The Guardian           | [ 53 ] |
| 7       | The 50 Best Albums of 2021         | Paste                  | [ 54 ] |
| 7       | 30 Best Albums of 2021             | Spin                   | [ 55 ] |
| 8       | The Best Albums of 2021            | The Ringer             | [ 56 ] |
| 10      | 20 beste albums van 2021           | OOR                    | [ 57 ] |
| 10      | The 50 Best Albums of 2021         | Pitchfork              | [ 58 ] |
| 10      | The Best Of 2021 – New Albums      | Record Collector       | [ 59 ] |
| 11      | Albums Of The Year: 2021           | Louder Than War        | [ 60 ] |
| 12      | 50 Best Albums of 2021             | The Young Folks        | [ 61 ] |
| 13      | Top 50 Albums of 2021              | Beats Per Minute       | [ 62 ] |
| 15      | The Best Of 2021                   | Mojo                   | [ 63 ] |
| 17      | Best New Albums Of 2021            | Uncut                  | [ 64 ] |
| 19      | God Is In The TV Albums of 2021    | God Is in the TV       | [ 65 ] |
| 21      | 51 Best Albums of 2021             | Gigwise                | [ 66 ] |
| 24      | The 50 Best Albums of 2021         | Rolling Stone          | [ 67 ] |
| 26      | Albums Of The Year 2021            | Clash                  | [ 68 ] |
| 33      | Top 50 Albums of 2021              | BrooklynVegan          | [ 69 ] |
| 38      | 50 Best Albums of 2021             | Slant Magazine         | [ 70 ] |
| 40      | Best Music and Albums for 2021     | Metacritic             | [ 71 ] |
| 41      | Albums Of The Year 2024            | The Quietus            | [ 72 ] |
| 43      | The 50 Best Albums of 2021         | NME                    | [ 73 ] |
| 70      | The 100 Best Albums of 2021        | Albumism               | [ 74 ] |

#### Klasyfikacje dekadowe
| Miejsce | Lista                                   | Publikacja | Źródło |
| ------- | --------------------------------------- | ---------- | ------ |
| 50      | The 100 Best Albums of the 2020s So Far | Pitchfork  | [ 75 ] |
| 86      | The 100 Best Albums of the 2020s So Far | Paste      | [ 76 ] |